# 也門足球協會
也门足球协会（阿拉伯语：‎）也门足球管理机构。1962年建立，1962年加入亚洲足球联合总会，1980年加入国际足球联合会。
2005年，由于政治当局严重干预该协会的内部事务，违反了国际足联章程第17条，被国际足联暂停资格。

## 前主席
- Ali Al Ashwal (1987-2000)